# Ryska huset
Det så kallade Ryska huset eller Rysshuset, med fastighetsbeteckningen Lidingö Kostern 5, ligger på Kostervägen 5 nära Baggeby torg på Lidingö. Byggnaden är ett gult sjuvåningshus och inrymmer Rysslands handelsrepresentation. Under 1960-talet tjänstgjorde bland andra Jurij Brezjnev (son till Leonid Brezjnev) där.
År 1990 startade Franz Sedelmayer, en tysk affärsman, ett bolag i Sankt Petersburg. När Sovjetunionen upplöstes konfiskerades företaget av den ryska staten. En skiljedom i tvisten mellan Sedelmayer och Ryssland meddelades 1998. Ryssland vände sig till Stockholms tingsrätt med en klandertalan om skiljedomens giltighet, men år 2002 lämnade domstolen Rysslands talan utan bifall. Sedelmayer begärde verkställighet hos Kronofogden, som 2003 medgav verkställighet av tingsrättens dom. Kronofogdens utredning i verkställighetsärendet visade att Ryska federationens handelsrepresentation i Stockholm var lagfaren ägare av fastigheten Kostern 5 på Lidingö. Frågan uppkom då om fastigheten och Rysslands hyresintäkter från den kunde utmätas. Ryssland motsatte sig en försäljning av fastigheten Kostern 5 på Lidingö med hänvisning Wienkonventionen om diplomatiska förbindelser. Kronofogden fann i ett beslut i mars 2005 att det förelåg hinder mot utmätning av fastigheten. Detta överklagades av Sedelmayer till Nacka tingsrätt, som fastställde Kronofogdens beslut. Svea hovrätt fann däremot att det inte fanns hinder mot utmätning av fastigheten. Högsta domstolen fastslog i juli 2011 att Ryssland inte kunde åberopa immunitet mot verkställighet av domen, eftersom fastigheten inte till betydande del användes för statens ”officiella verksamhet” (rättsfallet NJA 2011 s. 475).
År 2014 sålde Kronofogden fastigheten på exekutiv auktion. Sedan oktober 2014 ägs fastigheten av LKO Fastighets AB. Ryssland har dock vägrat att flytta ut från fastigheten.
Den 6 januari 2018 attackerades huset med en hockeyklubba. En man i 40-årsåldern häktades senare misstänkt för dådet.